# Apple News
Apple News — це мобільний додаток та агрегатор новин, розроблений компанією Apple Inc. для своїх операційних систем iOS, iPadOS, watchOS та macOS. Версія iOS була запущена з випуском iOS 9. Застосунок є спадкоємцем Newsstand із попередніх версій iOS. Користувачі можуть читати статті, обираючи видання, сайти чи конкретні теми.

## Історія
Про додаток було оголошено на конференції розробників Apple WWDC 2015. Він вийшов разом із версією iOS 9 16 вересня 2015 року. Після запуску додаток був доступний лише користувачам у США, а протягом місяця — в Австралії та Великій Британії.
У лютому 2019 року Digiday повідомив, що видавці розчаровані через відсутність доходу на платформі, незважаючи на постійне зростання аудиторії за останній рік.
У березні 2019 року Apple додала підтримку Канади та платну версію підписки.

## Apple News+
25 березня 2019 року був запущений Apple News +, послуга на основі підписки, що дозволяє отримувати доступ до контенту з понад 300 журналів та газет. Службі передував додаток Texture для підписки на цифрові медіа, який Apple придбала у 2018 році.